# Castel Schlandersberg
Il castel Schlandersberg (in tedesco Schloss Schlandersberg) è un castello medievale che sorge a 1.100 metri di altezza sopra l'abitato di Silandro in Alto Adige.

## Storia
Il castello fu costruito nel XIII secolo dai signori di Montalban e fu abitato da una linea laterale della famiglia, i signori di Schlandersberg.
Inizialmente il castello era costituito da una casatorre. In seguito, nel XVI secolo, fu rimaneggiato ed esteso con l'aggiunta di edifici più signorili intorno al nucleo originario, raggiungendo l'aspetto attuale.
Nel 1755 gli Schlandersberg si estinsero e il castello divenne di proprietà di contadini. Nel 1928 lo stemma della famiglia degli Schlandersberg fu acquisito dal comune di Silandro, diventandone il simbolo.
Nel 1999 il castello è stato ristrutturato e vi sono state ricavate delle abitazioni di lusso.
Essendo una dimora privata non è visitabile.